# Saint Lucia Distillers
Saint Lucia Distillers est une distillerie de rhum basée à Roseau, sur l'île de Sainte-Lucie. Issue de la fusion en 1972 des distilleries de Roseau et de Dennery, c'est la dernière distillerie industrielle en fonctionnement à Sainte-Lucie. Elle est actuellement propriété de l'entreprise française Groupe Bernard Hayot, dont le siège est en Martinique.
Le rhum produit est distillé majoritairement à partir de mélasse importée, bien qu'une production marginale soit réalisée à partir de jus de canne à sucre cultivée à proximité de la distillerie. Plusieurs marques de rhum sont produites dans la distillerie en tirant parti des différentes souches de levure de fermentation, des quatre appareils de distillation et de différents types de fûts pour le vieillissement. Les plus connues de ces marques sont Admiral Rodney, Chairman's Reserve et Bounty.

## Historique
En 1931, Denis Barnard fonde une distillerie à Dennery, sur la côte orientale de Sainte-Lucie. Cette distillerie fusionne en 1972 avec la distillerie de Roseau, sur la côté occidentale de l'île, pour donner Saint Lucia Distillers,. Cette fusion était rendue nécessaire par l'impact économique de l'absence de culture de canne à sucre sur l'île et de la nécessité d'importer de la mélasse pour fabriquer le rhum. La nouvelle distillerie s'installe sur le site de la distillerie de Roseau, auparavant propriété de la famille Geest.
En 1998, Laurie Barnard, directeur de la distillerie et petit-fils du fondateur de la distillerie de Dennery, achète un premier alambic pour compléter la production de la colonne de distillation déjà en place dans la distillerie.
En 2005, la famille Barnard vend la distillerie à Colonial Life Insurance Company (CLICO).
En mai 2007, un incendie sur le site de la distillerie entraîne notamment la destruction des archives historiques de la distillerie.
À la suite de la crise financière de 2008, CLICO est contraint de vendre Saint Lucia Distillers pour éponger ses dettes. En 2016, la distillerie est rachetée par le groupe Bernard Hayot (GBH), une entreprise martiniquaise qui possède déjà les distilleries Clément et J.M en Martinique.
Sur le modèle de ce qui a été fait à l'habitation Clément, GBH souhaite mettre en place le Rum and Heritage Tour sur le site de Saint Lucia Distillers. Ce site touristique a pour objectif d'inclure la distillerie et les champs de canne alentours, tout en créant un plan d'eau panoramique,. En 2022, GBH prévoit d'investir 45 millions de dollars caribéens (environ 13,5 millions d'euros) pour ce projet d'agrandissement et la rénovation des appareils de production. L'entreprise espère attirer 100 000 visiteurs par an avec ce projet.

## Production

### Matières premières
La production de sucre à Sainte-Lucie s'est arrêtée après la Seconde Guerre Mondiale. Saint Lucia Distillers importe donc la mélasse qui sert de matière première à la majorité de ses rhums. Cette mélasse vient d'Amérique centrale et d'Amérique du Sud, notamment du Guyana, et est livrée une ou deux fois par an par navire. Pour faciliter le transport jusqu'à la distillerie, un pipeline d'un kilomètre de long a été construit entre la distillerie et la plage de Roseau où mouillent les navires de livraison. La mélasse est ensuite stockée dans des cuves de stockage à proximité de la distillerie.
Saint Lucia Distillers a planté des champs de canne autour de la distillerie, ce qui permet à la distillerie de produire un peu de rhum à partir du vesou.

### Fermentation et distillation
La mélasse est ensuite fermentée dans des cuves ouvertes pendant 24 à 36 heures. La distillerie utilise deux types de levures différents en fonction de si le rhum produit sera vendu blanc ou mis en vieillissement. Ces levures doivent cependant être utilisées séparément afin d'éviter la contamination des différentes cuves de fermentation par la souche de levure la plus active.
La distillerie utilise quatre appareils de distillation :
- une colonne à distiller Coffey, équipée de 45 plateaux, capable de produire un million de litres d'alcool pur (LAP) par an[12] ;
- deux alambics John Dore à double retors : le plus petit a une capacité de 454 litres et permet de produire 25 000 LAP par an. Le plus grand a une capacité de 6 000 litres et permet de produire jusqu'à 168 000 LAP par an[12] ;
- un alambic hybride Vendome avec colonne de rectification, d'une capacité de 1 363 litres et pouvant produire jusqu'à 20 360 LAP par an[12].

La distillerie produit ainsi plus d'un million de litres de rhum par an.

Appareils de distillations de Saint Lucia Distillers
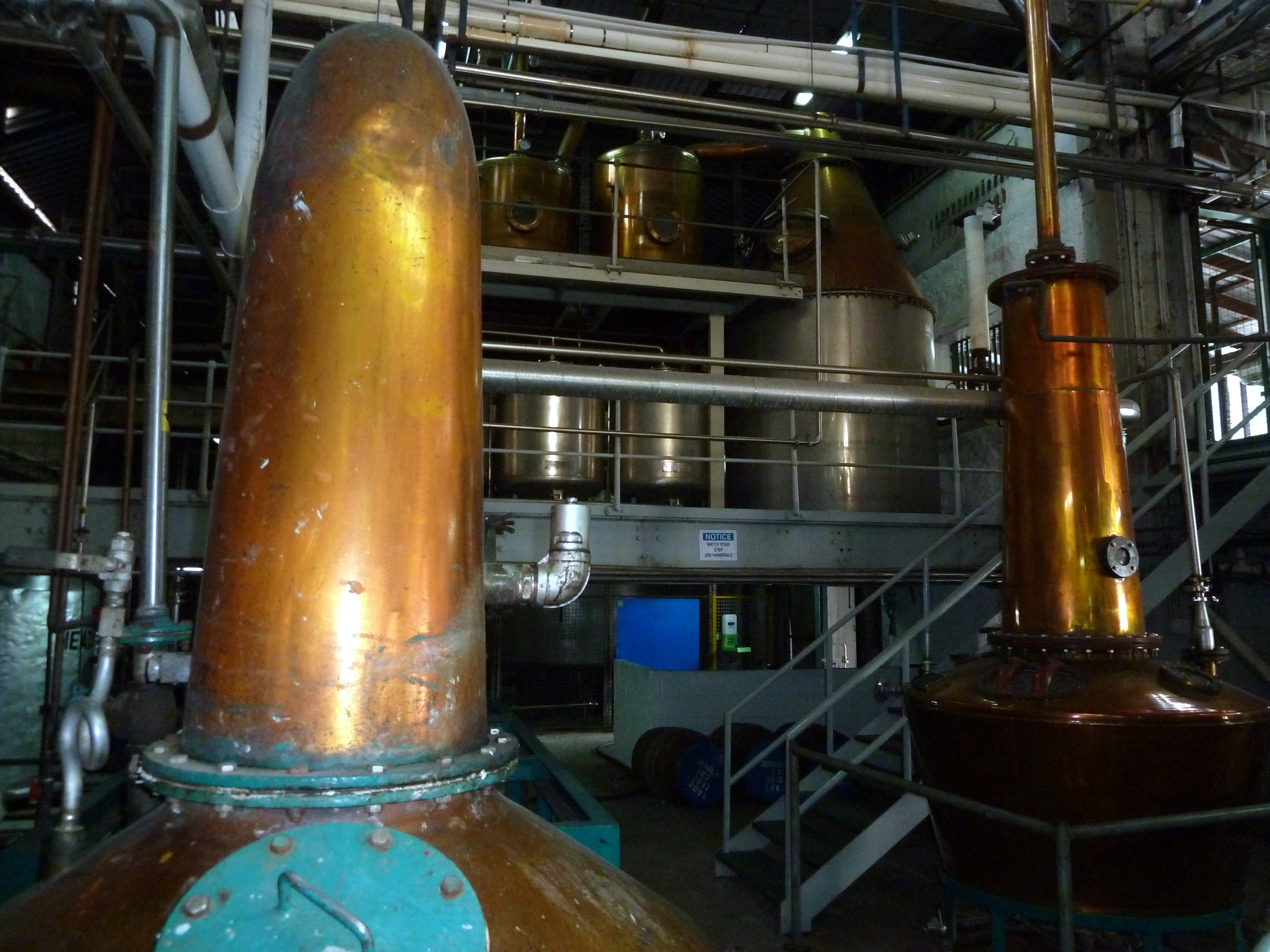
Les appareils de distillation de Saint Lucia Distillers : à gauche et au fond les alambics John Dore à double retors et à droite l'alambic Vendome.
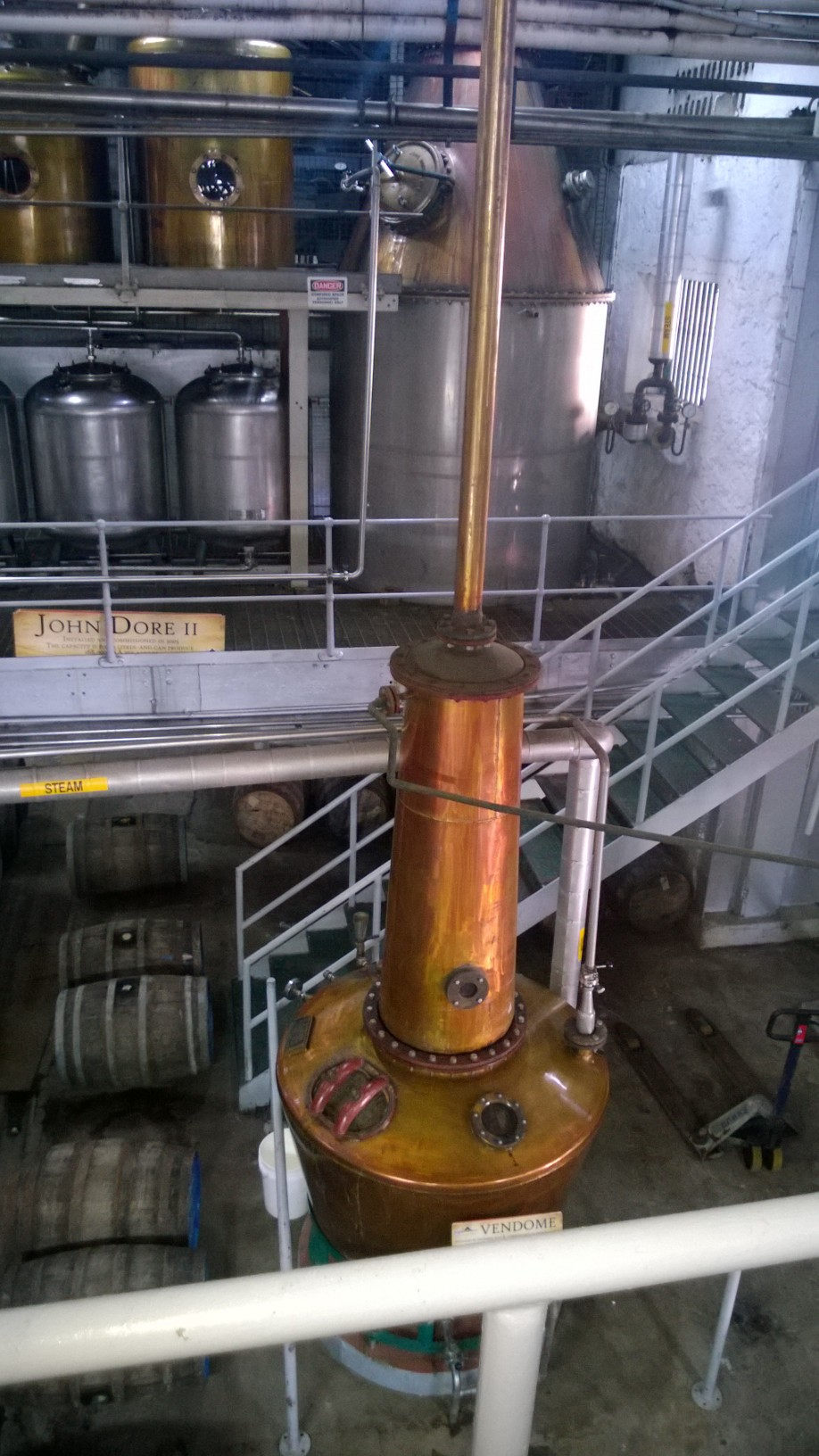
Vue détaillée de l'alambic Vendome surmonté de sa colonne de rectification
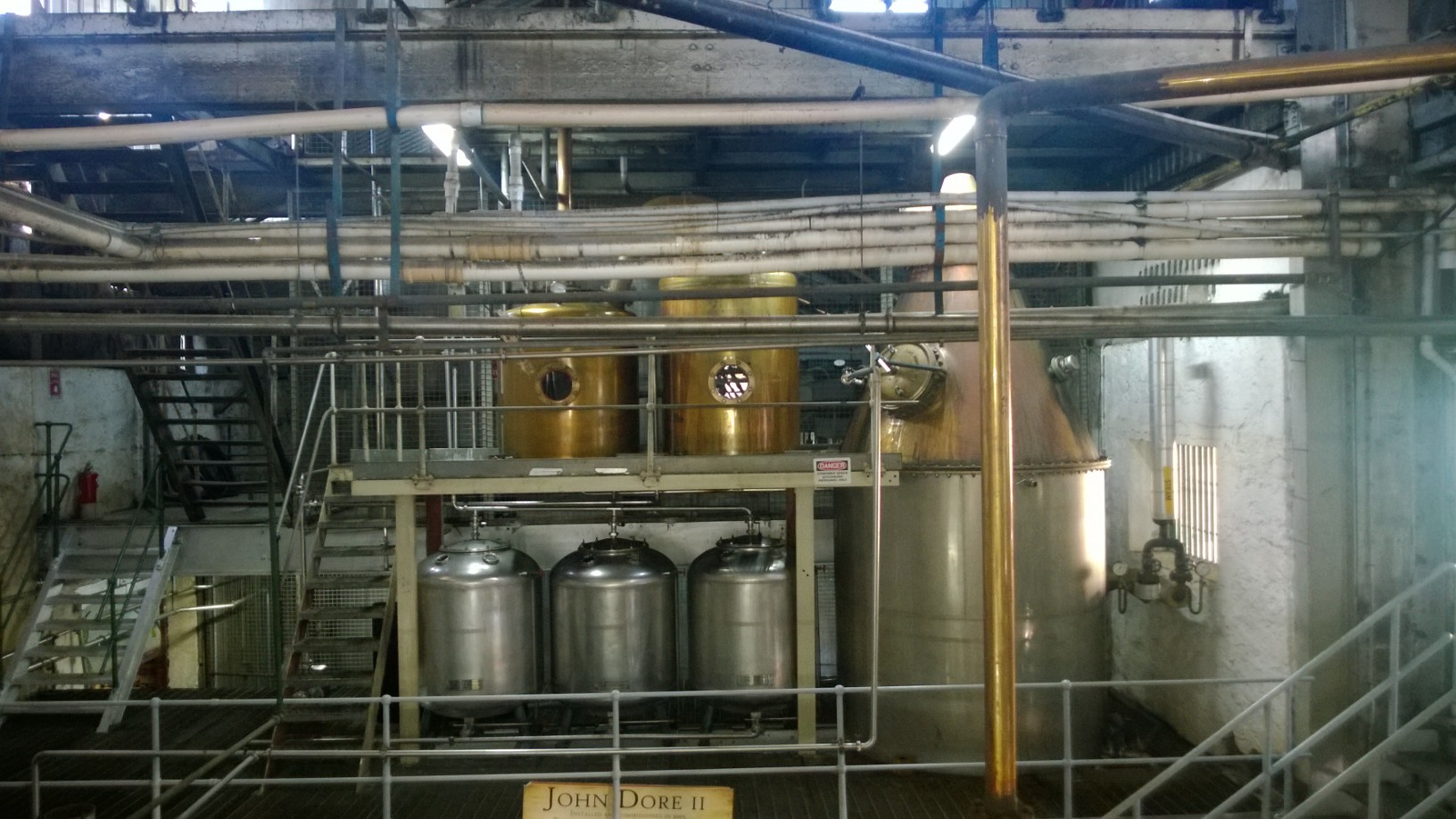
Vue détaillée de l'alambic à repasse John Dore 2

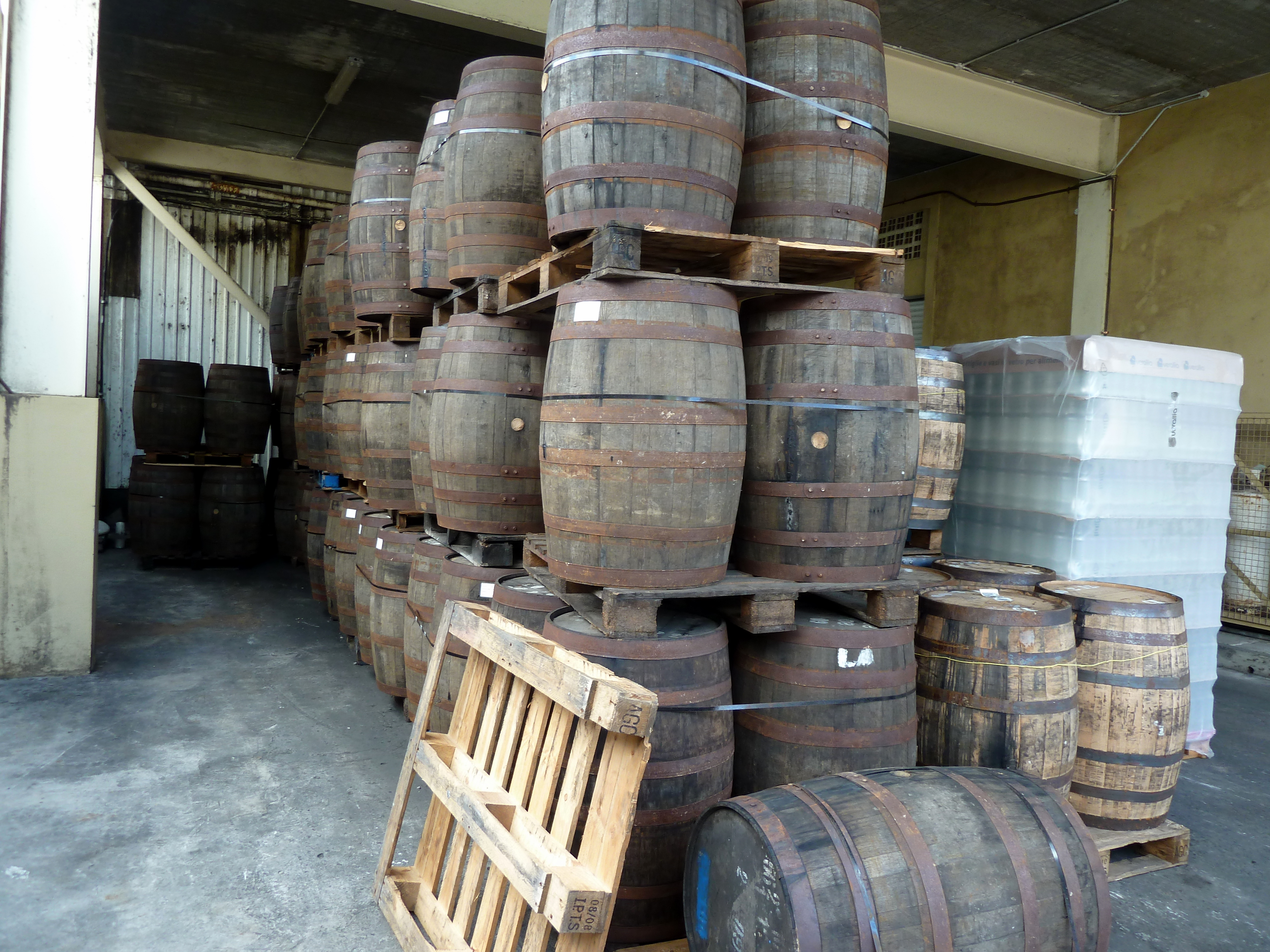
Fûts de bourbon stockés sur le site de la distillerie.

### Vieillissement
La distillerie vieillit majoritairement ses rhums dans des fûts de bourbon (en chêne américain), utilisés ensuite trois ou quatre fois au maximum. Les stocks de la distillerie sont d'environ 10 000 fûts. En 2021, Saint Lucia Distillers a inauguré deux nouveaux chais pouvant accueillir 7 000 fûts, ce qui porte la capacité totale de stockage sur le site à 12 000 fûts. A cette occasion, un bâtiment dédié à l'ouillage des fûts a également été inauguré.
En 2021, Saint Lucia Distillers a exporté plus de 600 000 bouteilles dans 45 pays.

## Rhums
Saint Lucia Distillers produit majoritairement des rhums de mélasse de tradition anglaise. Plusieurs gammes de rhums sont produites par la distillerie à partir des différents appareils de distillation.

### Admiral Rodney
Nommée en hommage à l'amiral George Rodney, le nom de chacun des rhums de cette gamme fait référence à un navire ayant combattu sous les ordres de l'amiral.

#### Admiral Rodney Princessa
Il s'agit d'un mélange de rhums distillés en alambic et en colonne, puis vieillis entre 5 et 9 ans dans des fûts de bourbon ou de porto.

#### Admiral Rodney Royal Oak
Ce rhum est produit à partir d'un mélange de distillats de colonne exclusivement, vieillis entre 7 et 12 ans en fûts de bourbon.

#### Admiral Rodney Formidable
Ce rhum est produit à partir d'un mélange de distillats de colonne exclusivement, vieillis entre 9 et 12 ans dans des fûts de bourbon.

### Bounty

#### Bounty Gold
Ce rhum, initialement lancé en 1972 lors de la création de Saint Lucia Distillers sous la marque "Denros Bounty Rum", est un assemblage de distillats de colonne vieillis deux à trois ans en fûts de bourbon.

#### Bounty White
Ce rhum est un assemblage de distillats de colonne vieillis deux à trois ans en fûts de bourbon dont la coloration due au vieillissement est ensuite enlevée par filtration.

#### Bounty Dark
Ce rhum est un assemblage de distillats de colonne vieillis trois ans en fûts de bourbon et de distillats d'alambic Vendome vieillis six ans en fûts de bourbon.

#### Bounty Spiced
Ce rhum est un assemblage de distillats de colonne vieillis deux à trois ans en fûts de bourbon dans lequel de la vanille, de la muscade, de la cannelle et du bois bandé (Richeria grandis) sont mis à infuser.

#### Bounty Coconut
Ce rhum distillé en colonne est ensuite sucré et aromatisé à l'aide d'une infusion aux extraits de noix de coco.

### Chairman's Reserve

#### Chairman's Reserve Original
Il s'agit d'un mélange de rhums distillés en colonne et en alambic, vieillis en moyenne 5 ans en fût de bourbon.

#### Chairman's Reserve White
Il s'agit d'un mélange de rhums distillés en colonne et en alambic, vieillis en fûts de bourbons. Ces rhum sont ensuite assemblés avec un rhum blanc non vieilli, puis le mélange est filtré pour enlever la couleur des rhums vieillis et retrouver une robe blanche.

#### Chairman's Reserve Spiced
Ce rhum est basé sur le mélange du Chairman's Reserve Original, dans lequel un mélange d'épices est mis à infuser. On trouve notamment dans ce mélange de la cannelle, de la vanille, de la girofle, de la noix de coco, de la muscade, des agrumes et de l'écorce de bois bandé (Richeria grandis).

#### Chairman's Reserve The Forgotten Casks
À la suite de l'incendie qui a dévasté la distillerie en 2007, le manque d'espace de stockage conduit les équipes de la distillerie à entreposer des fûts à différents endroits de la distillerie. Certains de ces fûts ont ensuite été "oubliés", et ne rentraient plus dans l'assemblage du Chairman's Reserve Original lorsqu'ils ont été redécouverts. Un rhum spécial a donc été produit avec ces fûts, et le The Forgotten Casks actuel reproduit cet assemblage particulier avec des rhums vieillis entre 6 et 11 ans.

#### Chairman's Reserve 1931
Ce rhum a été produit pour la première fois en 2011 pour fêter les 80 ans de la production de rhum à Sainte-Lucie. Il est constitué d'un mélange de distillats des quatre appareils de distillation utilisés par Saint Lucia Distillers. Initialement prévu comme une édition limitée dont la recette était modifiée chaque année, ce rhum a désormais une recette permanente, dont les composants sont vieillis entre 7 et 12 ans en fûts de bourbon et de porto. Ce rhum incorpore notamment du rhum de vesou distillé à partir des champs de canne entourant la distillerie.

#### Chairman's Reserve Legacy
Ce rhum est produit depuis 2020, en l'honneur de Laurie Barnard, ancien directeur de Saint Lucia Distillers. Il s'agit d'un mélange de rhums provenant des quatre appareils de distillation, distillés à partir de mélasse ou de vesou, et vieillis entre cinq ans et sept ans et demi.

### Denros
Ce rhum est produit depuis 1932. Il était à l'époque produit au sein de la distillerie de Dennery fondée par la famille Barnard. Son nom actuel vient de la contraction des deux distilleries ayant donné naissance à Saint Lucia Distillers, Den-nery et Ros-eau. Rhum non vieilli distillé uniquement en colonne, il titre 80°, ce qui en fait l'un des rhums les plus forts du monde.

### Autres produits
La distillerie produit également des crèmes à base de rhum sous la marque Marigot Bay.

### Récompenses
Les rhums de Saint Lucia Distillers ont été récompensés à l'international, notamment aux World Spirit Awards de 2018 où les produits de la distillerie ont remporté six médailles d'or, ainsi que le titre de "Distillerie de rhum de l'année".